# Mårten Melin
Mårten Adolfsson Melin, född 9 december 1972 i Huddinge församling, är en svensk barn- och ungdomsboksförfattare.
Melin har gått skrivarlinjen på Skurups folkhögskola och är utbildad bibliotekarie. Han debuterade 2003 med poesibilderboken Mera glass i däcken, illustrerad av Emma AdBåge. Sedan dess har han skrivit över etthundra publicerade böcker för barn och unga.  
Melin har också mellan 2002 och 2009 skrivit ett stort antal serier till tidningen Bamse. Han har även skrivit Bamseböcker.
2012 nominerades Melins diktsamling Jag är världen till Augustpriset i kategorin för barn- och ungdomslitteratur. Han är översatt till flera språk och har suttit på stol nummer 12 i Svenska Barnboksakademin. 2019 nominerades Melins novell Mammas lilla prins till Sveriges Radios novellpris, och han har blivit nominerad till Barnradions bokpris tre gånger. 2022 tilldelades han Astrid Lindgren-priset.